# Nowhere to Run
Nowhere to Run (bra: Vencer ou Morrer; prt: Sem Escape - Vencer ou Morrer) é um filme estadunidense de 1993, do gênero ação e drama, dirigido por Robert Harmon e estrelado por Jean-Claude Van Damme.

## Sinopse
Sam Gillen (Van Damme), é um foragido procurado pela policia que se refugia numa fazenda e, acaba conhecendo a bela viúva Clydie (Rosana Arquette), que está passando por grandes problemas por causa de um inescrupuloso construtor que quer a qualquer custo suas terras. Sam então entra em cena para defendê-la e acaba se envolvendo emocionalmente a ela e aos seus filhos. Com isso ele faz de tudo para protegê-los. Caçado pela polícia e pelos assassinos contratados pelo Construtor, Sam tem que se defender de qualquer maneira para sobreviver.

## Elenco
- Jean-Claude Van Damme ..... Sam Gillen
- Rosanna Arquette .......... Clydie Anderson
- Kieran Culkin ............. Mike 'Mookie' Anderson
- Tiffany Taubman ............... Bree Anderson
- Ted Levine .................... Mr. Dunston
- Joss Ackland .................. Franklin Hale
- Edward Blatchford ......... Xerife Lonnie Cole

## Recepção da crítica
Nowhere to Run tem recepção desfavorável por parte da crítica especializada. Possui Tomatometer de 25% em base de 20 críticas no Rotten Tomatoes. Por parte da audiência do site tem 32% de aprovação.